# Incense & Peppermints
Incense & Peppermints — дебютный и самый успешный альбом группы Strawberry Alarm Clock, вышедший в ноябре 1967 года.

## Об альбоме
После успеха сингла «Incense & Peppermints» в мае 1967 группа решила записать альбом. Большая часть материала, попавшего в альбом, написана Джорджем Баннелом и Стивом Бартеком. В качестве основного вокалиста на альбоме выступил Рэнди Сеол. Альбом вышел в ноябре 1967 года и попал на 11 строчку в чартах. Incense & Peppermints стал классикой психоделического рока и единственным успешным альбомом группы.

## Список композиций
Сторона A
1. «The World’s on Fire» (SAC) — 8:25
2. «Birds in My Tree» (Баннелл/Бартек) — 1:55
3. «Lose to Live» (Вейц) — 3:12
4. «Strawberries Mean Love» (Баннелл/Бартек) — 3:02

Сторона B
1. «Rainy Day Mushroom Pillow» (Баннелл/Бартек) — 3:04
2. «Paxton’s Back Street Carnival» (Баннелл/Бартек) — 2:06
3. «Hummin' Happy» (Баннелл/Сеол) — 2:26
4. «Passtime with the SAC» (SAC) — 1:22
5. «Incense & Peppermints» (Картер/Гилберт) — 2:47
6. «Unwind with the Clock» (Фриман) — 4:14

## Участники записи
- Рэнди Сеол — ударные, вокал, перкуссия, вибрафон на «The World’s on Fire»
- Джордж Баннелл — бас-гитара
- Стив Бартек — флейта
- Ли Фриман — гитара, вокал на «Lose to Live», «Unwind with the Clock»
- Эд Кинг — гитара
- Гари Ловетро — бас-гитара
- Марк Вейц — орган
- Грег Манфорд — вокал на «Incense & Peppermints»
- Фрэнк Слей — продюсер